# Ниренберг, Луис
Луис Ниренберг (англ. Louis Nirenberg; 28 февраля 1925 — 26 января 2020) — американский математик канадского происхождения, сделавший серьёзный вклад в теорию дифференциальных уравнений в частных производных, а также в их приложения к комплексному анализу и геометрии.
Родился в городе Гамильтон, Канада, в семье учителя древнееврейского языка Зуси Ниренберга и Бины Кац. Разговорным языком в семье был идиш. С раннего детства жил в Монреале. Получил образование бакалавра в университете Макгилла, докторскую степень получил в Нью-Йоркском университете. В 1947 году начал работать в Институте математических наук имени Р. Куранта в Нью-Йорке.
В 1959 году ему была присуждена премия имени М. Бохера, в 1966 году и 1975 году — стипендия Гуггенхайма. В 1982 году стал лауреатом премии Крафорда в области нелинейных дифференциальных уравнений совместно с Владимиром Арнольдом, в 1994-м — лауреатом премии Стила, в 2010-м — премии Черна. Также в 2010 году ему было присвоено звание доктора наук (Honoris causa) в Университете Британской Колумбии. Ниренберг был действительным членом Американского математического общества и членом Национальной академии наук США (1969).

## Признание заслуг
В честь Л. Ниренберга назван астероид (11796) Nirenberg, открытый астрономом Людмилой Карачкиной в Крымской Астрофизической Обсерватории 21 февраля 1980 года.
В 2015 году Ниренберг (совместно с Джоном Нэшем) получил высшую награду по математике — Абелевскую премию за вклад в теорию нелинейных дифференциальных уравнений.

## Сочинения
- Лекции по нелинейному функциональному анализу = Topics in nonlinear functional analysis. — М.: Мир, 1977. — 232 с.